# 3467 Bernheim
3467 Bernheim este un asteroid din centura principală, descoperit pe 26 septembrie 1981 de Norman Thomas.